# Florow 4302
Die Florow 4302 (russisch Флоров 4302) war ein sowjetisches Raketenflugzeug-Projekt von 1946.

## Geschichte
Die Entwicklungsarbeiten wurden von Ilja Florow geleitet und im selben Konstruktionsbüro durchgeführt, in dem auch schon die BI-1 entwickelt worden war. Sie begannen im Jahr 1944 auf Grund einer Anforderung nach forcierter Entwicklung von Flugzeugen mit Strahl- und Raketenantrieb.
Das Projekt 4302 war ein freitragender Schulterdecker mit ungepfeilten Flügeln und um 45° heruntergezogenen Tragflächenspitzen. Das Normalleitwerk besaß ähnlich wie bei der Bolchowitinow BI-1 zwei zusätzliche kleine Endscheiben. 1946 war der erste Prototyp 4302/I fertiggestellt und begann seine Flugerprobung. Da er kein eigenes Fahrwerk besaß, musste er, an einem Tu-2-Bombenflugzeug befestigt, auf Höhe geschleppt und abgeworfen werden. Die Landung erfolgte auf einer ausfahrbaren Kufe. Als Antrieb diente ein Issajew-Einkammer-Triebwerk mit 10,8 kN Startschub.
Der zweite Prototyp 4302/II wurde auf einen Startschlitten gesetzt und konnte somit aus eigener Kraft starten. Mit diesem Typ erreichte Testpilot A. K. Pachomow im August 1947 826 km/h in 5000 Metern Höhe.
Der dritte und letzte Prototyp bekam ein leistungsstärkeres Zweikammer-Triebwerk Duschkin-Gluschko RD-2M-3 mit 13,7 kN Schubkraft und wurde ebenfalls 1947 getestet. Wie bei der zur gleichen Zeit erprobten I-270 von Mikojan-Gurewitsch kam man auch hier zu dem Schluss, dass raketengetriebene Flugzeuge aufgrund ihrer begrenzten Triebwerksbrenndauer eine viel zu kurze Flugzeit besitzen, um effektiv eingesetzt zu werden.

## Technische Daten (Florow 4302/II)
| Kenngröße             | Daten                          |
| --------------------- | ------------------------------ |
| Besatzung             | 1                              |
| Länge                 | 7,12 m                         |
| Spannweite            | 6,93 m                         |
| Flügelfläche          | 8,85 m²                        |
| Flügelstreckung       | 5,4                            |
| Startmasse            | normal 1350 kg maximal 1700 kg |
| Höchstgeschwindigkeit | 826 km/h in 5000 m Höhe        |